# Trencar l'olla
Es coneix com trencar l'olla el joc popular infantil que consisteix a trencar, a cops de bastó i amb els ulls tapats, una olla de terrissa que penja d'una corda.

## Preparació
S'omple una olla de terrissa amb caramels (també s'hi pot afegir,aigua,farina o monedes) i es penja d'una corda subjectada a dos punts, generalment a banda i banda del carrer o entre dos arbres de tal manera que la corda quedi fixa per un dels costats i mòbil per l'altre. Es necessita com a mínim un participant, disposat a trencar l'olla, una persona que subjecti l'extrem mòbil de la corda i unes quantes persones de públic.

## Mecànica
Al participant se li tapen els ulls amb un mocador, se li donen unes quantes voltes sobre si mateix per tal que es desorienti i se li dona un bastó de fusta perquè intenti trencar l'olla amb l'ajuda de les indicacions del públic que amb crits del tipus: “Dreta, dreta ... Esquerra, Ara ara, No a munt, ara, no a baix”, intentaran guiar-lo davant de l'olla. En aquest moment també és molt important el paper de qui aguanta la corda, perquè pot fer-la pujar o baixar i enredar més al participant, de fet, decideix en tot moment si deixa trencar l'olla o la indulta fins al següent concursant.
Normalment cada participant disposa de dos intents per trencar-la i si amb aquests no ho aconsegueix cedeix el torn al següent participant i així fins que algú la trenqui, moment en el qual tothom corre a arreplegar els caramels.

## Història
El seu origen és força desconegut. La seva procedència es creu que ve de la Xina medieval on l'utilitzaven per a les celebracions de l'any nou. Així ens ho explica el famós comerciant venecià Marco Polo, el qual va portar aquesta tradició a Itàlia, adaptant-la a la festivitat de la quaresma.
Des de les repúbliques itàliques es va propagar cap a la península Ibèrica i d'aquí, a través dels missioners, cap al Nou Món, on la van adaptar per tal d'atreure l'atenció dels indis i evangelitzar-los. Així, l'olla de terrissa, es va convertir en una estrella de set puntes, on cada punta representava un pecat capital. El fidel, amb els ulls embenats - en una clara al·legoria a la fe - havia de colpejar l'estrella, per tal de fer sortir del seu interior les meravelles que Déu ens oferia al paradís.
Aquí a casa nostra, durant el primer diumenge de quaresma, molts pobles feien el ball de la pinyata (nom procedent de l'italià pignatta 'olla', derivat de pigna 'pinya' per la forma de pinya d'algunes olles antigues). Consistia en balls que s'acabaven amb el trencament d'una o dues olles farcides de dolços o petits regals. Normalment era el ball de final de carnaval, però el fet que es fes el primer diumenge de quaresma feia que moltes famílies no deixessin assistir els seus fadrins i fadrines per ser ja en temps quaresmal.